# Jaromír Marek
Jaromír Marek (* 17. ledna 1967 Brno) je český novinář a reportér, v letech 2017 až 2022 zahraniční zpravodaj Českého rozhlasu ve Spojeném království.

## Život
Absolvoval Gymnázium Táborská v Brně a v letech 1986 až 1991 vystudoval filozofii a ekonomické vědy na Masarykově univerzitě (získal titul Mgr.) a také složil v roce 2013 rigorózní zkoušku z historie na Filozofické fakultě Univerzity Palackého v Olomouci (získal titul PhDr.).
V letech 1991 až 2000 působil jako reportér v České televizi, mezi roky 2003 a 2005 jako reportér TV Nova. V letech 2000 až 2005 byl také vedoucím české redakce stanice Český rozhlas Radio Prague International. Od roku 2000 vede jako lektor workshopy a semináře pro novináře a politiky na téma žurnalistiky v době transformačního procesu, nástroje boje proti korupci i praktické dovednosti.
V roce 2005 nastoupil do Českého rozhlasu na pozici zahraničního redaktora. V srpnu 2017 se pak stal zahraničním zpravodajem Českého rozhlasu ve Spojeném království, na postu vystřídal Jiřího Hoška. Na této pozici pracoval do roku 2022.